# Włodzimierz Wachowicz
Włodzimierz Zbigniew Wachowicz (ur. 23 sierpnia 1946 w Piotrkowie Trybunalskim) – polski piłkarz ręczny grający na pozycji rozgrywającego, olimpijczyk. 

## Życiorys
Urodził się 23 sierpnia 1946 w Piotrkowie Trybunalskim jako dziecko Edwarda oraz Ireny Aleksandry de domo Dziadczyk. W 1965 ukończył Państwowe Gimnazjum i Liceum w Piotrkowie Trybunalskim, a dziesięć lat później Pomaturalne Studium Medyczne w Łodzi, gdzie otrzymał uprawnienia technika dentystycznego.
Jeden z najwybitniejszych piłkarzy ręcznych pochodzących z Piotrkowa Trybunalskiego. Jako zawodnik grający na pozycji rozgrywającego reprezentował barwy MKS Piotrków Trybunalski (od 1961), Concordii Piotrków (z którą w 1968 awansował do pierwszej ligi), Wiarusa Szczecin (odbywając również w tym czasie służbę wojskową), Anilany Łódź (1970-1975; w tym czasie klub kilkukrotnie zajmował trzecie miejsce w najwyższej klasie rozgrywek ligowych w Polsce) oraz ChKS Komunalni Łódź (1976). Od 1968 wchodził w skład reprezentacji Polski w piłce ręcznej mężczyzn. Uchodził za postrach bramkarzy, gdyż potrafił skutecznie zdobywać gole „z biodra”. Jego trenerami byli Wojciech Gawliński, Tadeusz Wadych, Janusz Czerwiński oraz Marian Rozwadowski. 
W 1972 zakwalifikował się na Igrzyska Olimpijskie organizowane w Monachium i wystąpił we wszystkich spotkaniach meczowych reprezentacji Polski. Wraz z drużyną zajął ostatecznie dziesiąte miejsce. Po Igrzyskach Olimpijskich wyjechał do Niemiec, gdzie grał w klubie LTV Wuppertal, a następnie był trenerem klubu z Solingen. Do Polski powrócił w latach 80. XX wieku, gdzie pracował jako grający trener klubu ChKS Łódź. Po zakończeniu kariery sportowej wrócił do wyuczonego zawodu i w 1990 założył prywatną klinikę stomatologiczną WachoDent w Piotrkowie Trybunalskim, która dała mu niezależność finansową.
W 2013 był członkiem kapituły XIII Plebiscytu na Najlepszego Sportowca Ziemi Piotrkowskiej. W 2021 brał udział w uroczystościach odsłonięcia tablicy pamiątkowej poświęconej Andrzejowi Szymczakowi i nadania hali sportowej UKS Anilana Łódź imienia zawodnika.
Ma 178 centymetrów wzrostu. Żonaty z Danutą, ma troje dzieci.
W 2023 r. "Gazeta Trybunalska" ujawniła, że w latach 1976-1985 był tajnym współpracownikiem SB o pseudonimie "Piłkarz".